# Ванда
Ванда (пол. Wanda) — жіноче ім'я польського походження. Ймовірно, воно походить від племенної назви вендів. Назва давно популярна в Польщі, де легенда про принцесу Ванду циркулює принаймні з XII століття. У 1947 році Ванда була другим за популярністю ім'ям польських дівчат після Марії і найпопулярнішим у польській світській історії. Це ім'я стало знайомим в англомовному світі завдяки роману «Ванда» 1883 року, написаному Відом, сюжетна лінія якого заснована на останніх роках Гехінгенської філії швабського дому Гогенцоллернів. У Сполучених Штатах ім'я Ванда досягло найвищої популярности в 1934 році, отримавши 47-го місце в списку імен, які найчастіше дають немовлятам жіночої статі. У народі це ім’я тлумачиться як «мандрівниця».

## Відомі носійки
- Княгиня Ванда (VIII століття), легендарна княгиня західних полян
- Ванда Ґерц (1896–1958), польська військовичка-кросдресерка Першої світової
- Ванда Гендрікс (1928–1981), американська кіноакторка
- Ванда Джексон (нар. 1937), американська співачка рокабілі
- Ванда Клафф (1922–1946), наглядачка німецького нацистського концтабору
- Ванда Крагельська-Філіпович (1886-1968), польська політична діячка, антинацистська лідерка Другої світової війни
- Ванда Ландовська (1877–1959), польська піаністка і клавесиністка, музичний педагог
- Ванда Руткевич (1943-1992), польська альпіністка
- Ванда Сайкс (1962 р.н.), американська акторка, комікеса і письменниця.
- Ванда Василевська (1905–1964), польська письменниця
- Ванда Вількомірська (1929-2018), польська скрипалька і музична педагогиня

## Персонажки
- Ванда, протагоністка великої опери Антоніна Дворжака 1876 року
  - Ванда Максимова, альтер-еґо персонажки коміксів «Месники», «Багряна відьма» (1964-дотепер)
    - Ванда Максимова, персонажка КВМ за мотивами «Багряної відьми».
- Ванда, головна героїня однойменного фільму 1970 року, сценаристки, режисерки та головної акторки Барбари Лоден
- Ванда Фаєрбо, персонажка з веб коміксу Erfworld (2007-продовження)
- Ванда Селдон, ключова персонажка роману «Вперед, фонд» 1993 року, частини серії Айзека Азімова «Фонд».
- Ванда, головна героїня п'єси «Ванда» 1809 року, написаної німецьким поетом Захаріасом Вернером і поставленої Йоганном Ґете.
- Ванда, героїня оповідної поеми польського поета К. К. Норвіда «Ванда» 1840 року.
- Ванда, сюжет п’єси 1868 року «Ванда, польська королева» хорватського драматурга Матії Бана
- Ванда фон Дунаєв, головна героїня роману Леопольда фон Захер-Мазоха 1870 року «Венера в хутрі»
- Ванда фон Шабер, головна героїня оповідання Гі де Мопассана 1881 року «У різних ролях»
- Ванда фон Сальрас, героїня роману «Ванда» 1883 року та сценічної п'єси Уїди (Марія Луїза Раме)
- Ванда, головна героїня роману Герхарта Гауптмана «Ванда» (Der Dämon) 1928 року.
- Ванда Петронскі, головна героїня роману Елеонори Естес «Сто суконь» 1944 року.
- Ванда Каваллі, головна персонажка у фільмі 1952 року «Білий шейх» Федеріко Фелліні
- Ванда фон Кресус, головна героїня коміксів для дорослих 1973-1980 років Wicked Wanda
- Ванда Невада, героїня фільму 1979 року Ванда Невада, яку грала Брук Шилдс
- Ванда Лі, персонажка навчального серіалу «Чарівний шкільний автобус» (книги, 1985-продовження; телесеріал 1994-97)
- Ванда Гершвіц і золота рибка Ванда, герої фільму 1988 року «Риба на ім’я Ванда»
- Ванда Вудворд, героїня фільму 1990 року « Плакса», яку зіграла Трейсі Лордс
- Ванда, ключова персонажка в 1992-триваючому Тодде Макфарлеен Спаун коміксів серії, а також 1997 і кіно 1997-99 серіалу
- Ванда, головна керована персонажка у відеогрі Mario &amp; Wario 1993 року
- Ванда, популярна персонажка у телесеріалі 1990-1994 років «У живому кольорі», яку грає актор Джеймі Фокс
- Ванда, прізвисько Мандрівного мечоносця, члена Стародавнього Альянсу Аскара, у відеогрі Tibia 1997 року.
- Ванда, мультиплікаційна героїня серіалу Дивакуваті родичі (2001-2017)
- Ванда Макферсон, персонажка коміксів і серіалу Baby Blues 2000-2002 років
- Ванда, головна героїня відеоігри Shadow Of The Colossus 2005 року
- Ванда, ім’я головної героїні роману Стефані Маєр 2008 року «Господар».
- Ванда Доллард, персонажка серіалу Corner Gas 2004-2009 років
- Ванда, персонажка, яку грала Діора Бейрд в 16-й серії 6 сезону (2009) серіалу «Два з половиною чоловіки»
- Ванда Слейтер, справжнє ім'я героїні Вільгельміни Слейтер у серіалі « Потворна Бетті» 2006-2010 років
- Ванда Пауелл, вигадана персонажка з Сімпсонів
- Ванда, учасниця співацького дуету Вейна та Ванди на The Muppet Show

## Музика
- Kinda Fonda Wanda — пісня Ніла Янга з його альбому Everybody's Rockin'